# Brottskod: Försvunnen
Brottskod: Försvunnen (eng. Without a Trace) är en amerikansk TV-serie med början 2002 av Hank Steinberg med Anthony LaPaglia, Poppy Montgomery och  Marianne Jean-Baptiste m.fl. Serien sändes i totalt sju säsonger innan man valde att lägga ned den. På svensk TV har SVT1 visat samtliga avsnitt under olika omgångar fram till våren 2010. Även TV3, TV6 och TV8 har sänt vissa säsonger. Under den sjätte säsongen gjorde man två specialavsnitt med tv-serien CSI, där huvudkaraktärerna från bägge serierna samarbetade för att lösa ett mord som begåtts i CSI:s distrikt, men som löses i New York. SVT1 som sände Brottskod: Försvunnen och Kanal 5 som sänder  CSI gjorde därför ett lördagssamarbete med de två avsnitten.

## Handling
Agent Jack Malone och hans team på FBI:s avdelning för försvunna personer använder sig av avancerade profileringsmetoder i den desperata jakten mot klockan, och de vet alltför väl att oskyldiga liv kan stå på spel. Samtidigt får man en liten inblick i deras turbulenta privatliv.

## Huvudskådespelare
Listan visar huvudskådespelarna i den ordningen som de har visats i seriens vinjett.
| Karaktär          | Skådespelare           | Yrke                                                                | Medverkan  |
| ----------------- | ---------------------- | ------------------------------------------------------------------- | ---------- |
| Jack Malone       | Anthony LaPaglia       | Chef för FBI:s avdelning för saknade personer/ FBI-agent            | säsong 1-7 |
| Samantha Spade    | Poppy Montgomery       | FBI-agent på avdelningen för saknade personer                       | säsong 1-7 |
| Vivian Johnson    | Marianne Jean-Baptiste | Biträdande chef för FBI:s avdelning för saknade personer/ FBI-agent | säsong 1-7 |
| Danny Taylor      | Enrique Murciano       | FBI-agent på avdelningen för saknade personer                       | säsong 1-7 |
| Elena Delgado     | Roselyn Sánchez        | FBI-agent på avdelningen för saknade personer                       | säsong 4-7 |
| Martin Fitzgerald | Eric Close             | FBI-agent på avdelningen för saknade personer                       | säsong 1-7 |

## Priser
Anthony LaPaglia har vunnit en Golden Globe Award för sin roll i serien.